# الوادي الأعلى (الرضمة)

تعديل مصدري - تعديل

الوادي الأعلى محلة تابعة لقرية ذى لحية، التابعة لعزلة كحلان بمديرية الرضمة إحدى مديريات محافظة إب في الجمهورية اليمنية.، بلغ تعداد سكانها 106 حسب تعداد اليمن لعام 2004.